# Языки Беларуси
Языки Беларуси — языки, используемые населением Беларуси. Наиболее распространёнными являются белорусский и русский языки.

## Законодательное регулирование языкового вопроса
Согласно ст. 17 Конституции Республики Беларусь, государственными языками являются белорусский и русский языки.

## Динамика языковой ситуации

### Исторические сведения
|                                                             |  | |  | |  |
| Белорусский язык в Российской империи по переписи 1897 года |  | Языки Российской империи по переписи 1897 года (уезды и города с преобладанием белорусскоязычного населения светло-жёлтым) |  | Белорусский язык в Польской Республике по переписи 1931 года (без указавших родным языком «тутэйший») |  |

Перепись 1897 года выявила преобладание белорусского языка практически на всей территории современной Республики Беларусь, за исключением территорий Брестского и Кобринского уездов, в которых преобладал украинский язык. Белорусскоязычные также являлись самой многочисленной языковой группой в Суражском, Краснинском, Велижском и Невельском уездах, территории которых сегодня являются частью России, Виленском уезде, территории которого сегодня являются частью Литвы, и Сокольском уезде, территории которого сегодня являются частью Польши.

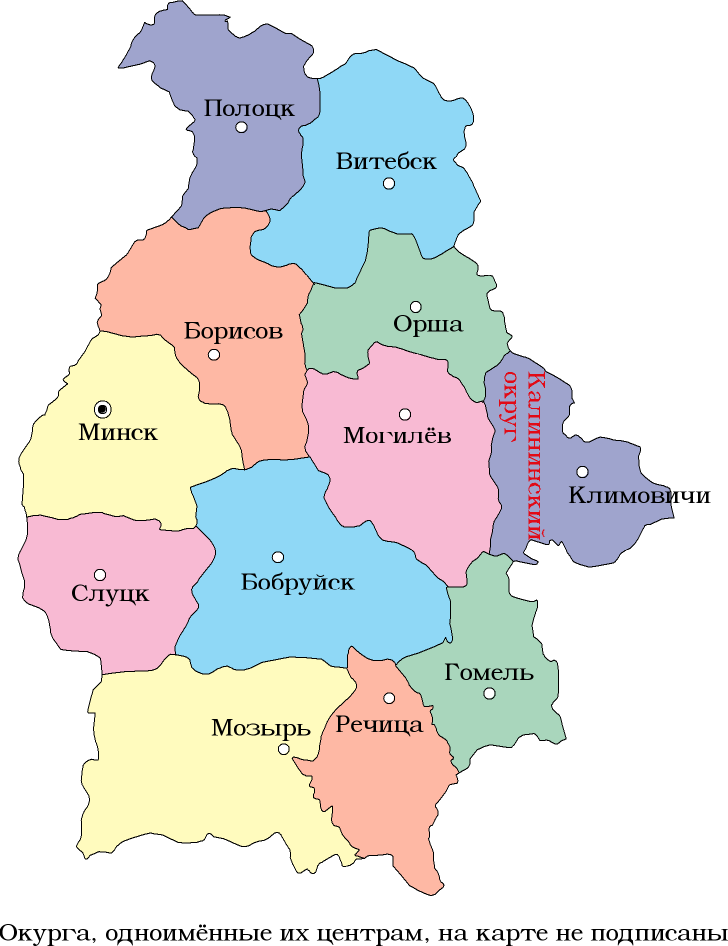
Карта округов Белорусской ССР в 1926 году

Декрет 1924 года объявил равноправие четырёх основных языков БССР: белорусского, русского, идиш и польского. По результатам переписи 1926 года в Белорусской ССР проживало 80,6 % белорусов, 8,2 % евреев, 7,7 % русских и 2 % поляков. При этом 67,2 % назвали своим родным языком белорусский, 23,5 % — русский, 7,5 % — идиш, и около 1 % — польский. Однако в городах соотношение было иным. Прежде всего, 40,2 % горожан составляли евреи, затем шли белорусы (39 %) и русские (15,6 %). Но лишь 49 % белорусов-горожан назвали своим родным языком белорусский. Таким образом, несмотря на проводимую в то время белорусизацию, лишь для 19 % горожан БССР белорусский был родным языком. Преимущественно белорусскоязычными являлись Минский, Слуцкий, Борисовский, Мозырский, Бобруйский, Полоцкий, Витебский, Оршанский, Могилёвский и Калининский округа, преимущественно русскоязычными — Речицкий и Гомельский округа (при этом белорусы в них были самой крупной этнической группой).
По данным переписи 1931 года, в Польской Республике проживал почти 1 миллион указавших белорусский язык родным, а также более 700 тысяч указавших родным языком «тутэйший» (преимущественно жители Западного Полесья).
С 1933 года в Белорусской ССР прекратилась белорусизация и возобновилась русификация, приобретшая особую интенсивность во времена послевоенной массовой урбанизации.
В первой половине 1990-х годов на фоне подъёма национал-демократического движения в Беларуси началось второе белорусское национальное возрождение. 26 января 1990 года был принят закон «О языках в Белорусской ССР», придавший белорусскому языку статус единственного государственного, а русский язык квалифицировался в законе как «язык межнационального общения народов Союза ССР». В 1993 и 1994 годах около 70 % первоклассников начали обучение в школе на белорусском языке. Перевод образования на белорусский язык происходил не только путём административных механизмов, но и поощрениями в виде дополнительных выплат. Например, преподавателям в вузах, которые преподавали предметы на белорусском, доплачивали от 10 % до 20 % к зарплате. В 1994 году Лукашенко побеждает на первых в истории страны президентских выборах, а в следующем году на референдуме глава государства выдвинул среди прочих вопрос о придании русскому языку статуса второго государственного, что, по официальным данным, было поддержано 83,3 % проголосовавших на референдуме. Вскоре белорусизация была свёрнута, в стране вновь началась русификация.

### Современность

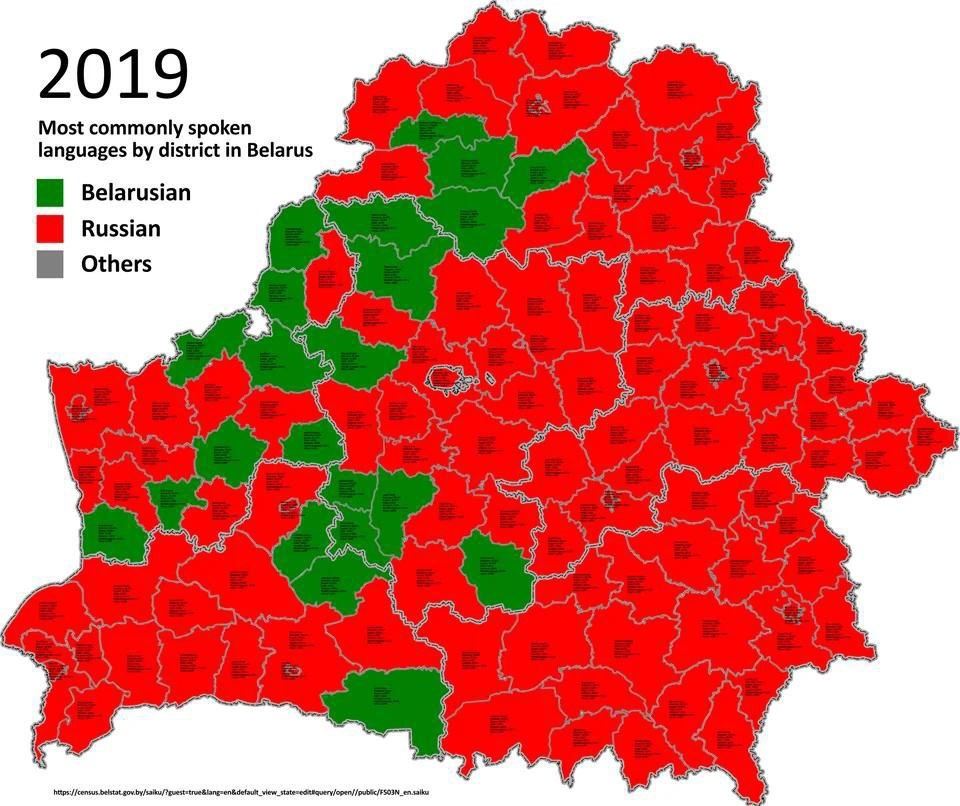
Языки общения в Беларуси (перепись 2019 года)

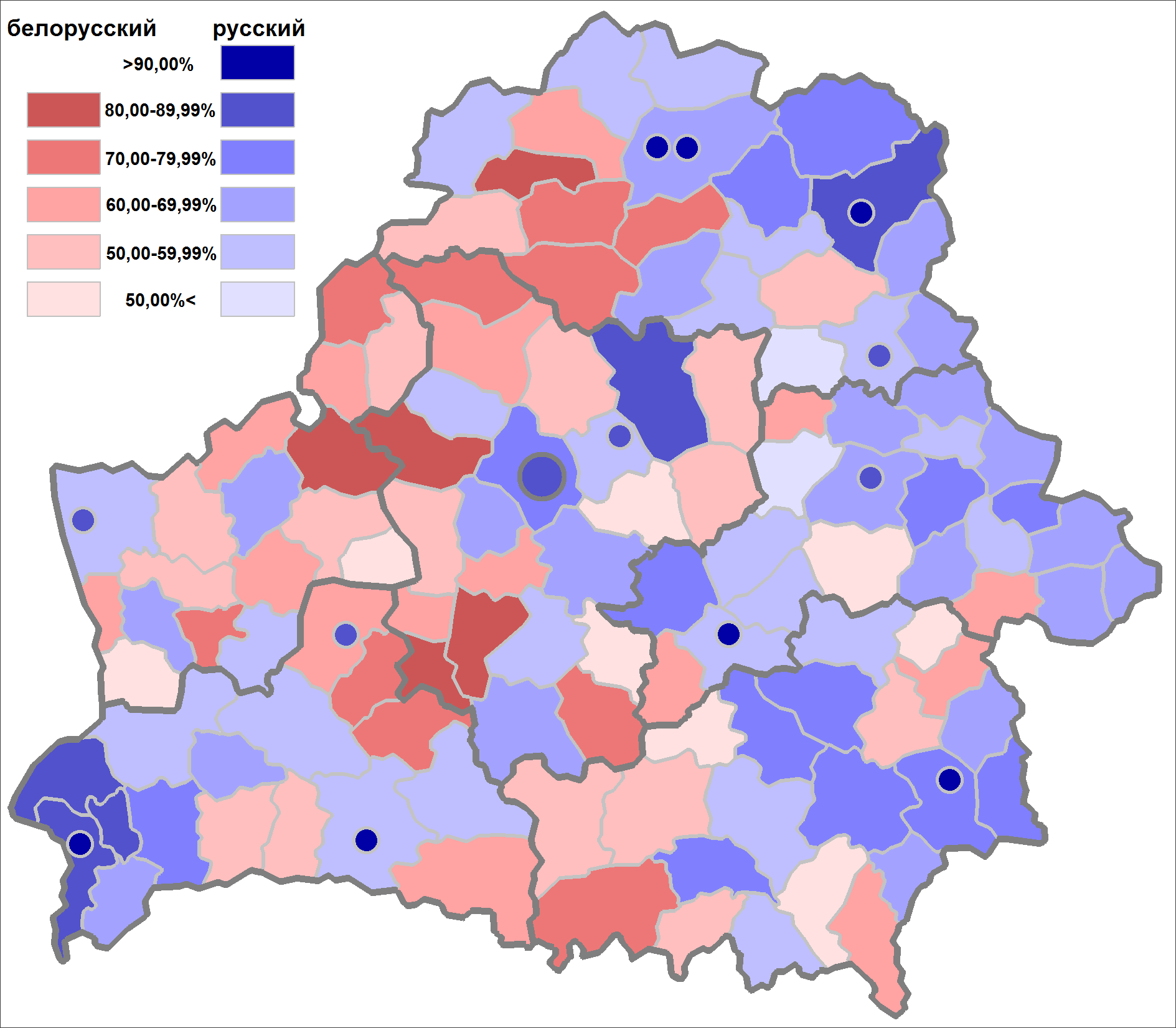
Языки общения в Беларуси (перепись 2009 года)

Упадок белорусского языка в стране является последствием длительной политики русификации Беларуси, проводимой во времена Российской империи, Советского Союза и после провозглашения независимости республики при режиме Лукашенко.
По данным переписи 1999 года, преимущественно белорусскоязычными являлись Минская и Гродненская области, преимущественно русскоязычными — город Минск и Витебская, Могилёвская, Гомельская и Брестская области. По данным переписей 2009 и 2019 годов преимущественно русскоязычными являлись уже все области Беларуси и её столица.
В настоящее время русский язык используется чаще других почти во всех сферах жизни белорусов: на русском языке издаются абсолютное большинство официальных документов, документооборот практически во всех организациях ведётся также на русском языке, русский язык преобладает в большинстве средств массовой информации.
В повседневной жизни большинства граждан Беларуси также преобладает русский язык. Преимущественно на русском языке общается большинство населения Минска, всех областных центров и крупных городов страны. В более мелких городах преобладает смесь белорусского и русского языков — так называемая трасянка. Трасянку довольно часто используют в своей речи и официальные лица. Официальное использование двух языков иногда порождает ситуации, когда сказанное или написанное не соответствует ни нормам русского, ни нормам белорусского языка.
Белорусский язык в чистом виде используется в быту в основном в сельской местности. В городах и столице РБ он используется в основном интеллигенцией и патриотически настроенной частью общества. В официальных документах белорусский язык используется в основном Министерством культуры.
Согласно опросу, проведённому Chatham House с 24 января по 3 февраля 2023 года, 16 % белорусов были согласны с утверждением, что белорусский язык должен быть единственным государственным языком Беларуси, 70 % — не согласны.
По данным переписи 2009 года, среди основных национальных групп белорусский язык наиболее распространён среди поляков (40,9 % используют в быту белорусский язык, а 50,9 % используют русский язык) и белорусов (23,4 % / 70,2 % соответственно). Наименее белорусский распространён среди евреев (2,0 % / 95,9 %) и русских (2,1 % / 96,5 %).
Распределение населения по языку домашнего общения по данным переписи 2009 года:
| Язык                      | Численность (чел.) | %        |
| ------------------------- | ------------------ | -------- |
| белорусский               | 2 226 324          | 23,43 %  |
| русский                   | 6 672 964          | 70,21 %  |
| польский                  | 4216               | 0,04 %   |
| украинский                | 6279               | 0,07 %   |
| идиш                      | 37                 | 0,00 %   |
| армянский                 | 1424               | 0,01 %   |
| татарский                 | 40                 | 0,00 %   |
| цыганский                 | 4880               | 0,05 %   |
| литовский                 | 277                | 0,00 %   |
| азербайджанский           | 1018               | 0,01 %   |
| латышский                 | 9                  | 0,00 %   |
| эстонский                 | 1                  | 0,00 %   |
| грузинский                | 148                | 0,00 %   |
| казахский                 | 111                | 0,00 %   |
| киргизский                | 3                  | 0,00 %   |
| румынский                 | 77                 | 0,00 %   |
| таджикский                | 77                 | 0,00 %   |
| туркменский               | 1978               | 0,02 %   |
| узбекский                 | 100                | 0,00 %   |
| абхазский                 | 1                  | 0,00 %   |
| аварский                  | 6                  | 0,00 %   |
| каратинский               | 5                  | 0,00 %   |
| башкирский                | 3                  | 0,00 %   |
| даргинский                | 4                  | 0,00 %   |
| ингушский                 | 5                  | 0,00 %   |
| кабардино-черкесский      | 8                  | 0,00 %   |
| карельский                | 2                  | 0,00 %   |
| коми                      | 2                  | 0,00 %   |
| кумыкский                 | 108                | 0,00 %   |
| лезгинский                | 25                 | 0,00 %   |
| марийский                 | 1                  | 0,00 %   |
| мордовский                | 2                  | 0,00 %   |
| осетинский                | 5                  | 0,00 %   |
| табасаранский             | 1                  | 0,00 %   |
| удмуртский                | 5                  | 0,00 %   |
| чеченский                 | 42                 | 0,00 %   |
| чувашский                 | 3                  | 0,00 %   |
| адыгейский                | 3                  | 0,00 %   |
| карачаево-балкарский      | 1                  | 0,00 %   |
| ненецкий                  | 1                  | 0,00 %   |
| гагаузский                | 3                  | 0,00 %   |
| талышский                 | 2                  | 0,00 %   |
| английский                | 40                 | 0,00 %   |
| немецкий                  | 36                 | 0,00 %   |
| арабский                  | 516                | 0,01 %   |
| языки народов Афганистана | 51                 | 0,00 %   |
| болгарский                | 19                 | 0,00 %   |
| венгерский                | 1                  | 0,00 %   |
| вьетнамский               | 369                | 0,00 %   |
| нидерландский             | 2                  | 0,00 %   |
| греческий                 | 22                 | 0,00 %   |
| испанский                 | 14                 | 0,00 %   |
| итальянский               | 36                 | 0,00 %   |
| курдский                  | 21                 | 0,00 %   |
| китайский                 | 1452               | 0,02 %   |
| корейский                 | 14                 | 0,00 %   |
| норвежский                | 6                  | 0,00 %   |
| фарси                     | 128                | 0,00 %   |
| сербохорватский           | 13                 | 0,00 %   |
| словацкий                 | 3                  | 0,00 %   |
| турецкий                  | 179                | 0,00 %   |
| финский                   | 3                  | 0,00 %   |
| французский               | 14                 | 0,00 %   |
| монгольский               | 2                  | 0,00 %   |
| чешский                   | 5                  | 0,00 %   |
| шведский                  | 2                  | 0,00 %   |
| японский                  | 7                  | 0,00 %   |
| трасянка и другие языки   | 143 225            | 1,51 %   |
| несколько языков          | 139 480            | 1,47 %   |
| не указано                | 297 276            | 3,13 %   |
| всего                     | 9 503 807          | 100,00 % |

Согласно переписи 2019 года, из 9 413 446 жителей страны родным языком назвали белорусский 5 094 928 (54,1 % всего населения страны), при этом среди этнических белорусов доля заявивших, что их родным языком является белорусский, составила 61,2 %, среди этнических поляков родным языком назвали белорусский 54,5 %. В повседневной жизни в белорусском обществе преобладает русский язык, так по переписи 2019 года 6 718 557 человек (71,4 % всего населения) заявили, что дома говорят по-русски, в том числе у этнических белорусов эта доля составляет 61,4 %; 2 447 764 человека (26,0 % всего населения страны) заявили, что языком, на котором они обычно разговаривают дома, является белорусский, среди этнических белорусов эта доля составляет 28,5 %; самая высокая доля тех, кто дома говорит по-белорусски, у этнических поляков — 46,0 %.

#### Образование
До 2022 года в Беларуси существовали две школы с преподаванием на литовском языке — одна в Пелесе, сегодня закрытая, и вторая в Рымдюнах, ныне белорусскоязычная. Польские школы в Гродно и Волковыске были русифицированы. 25 июля 2023 года на сайте Президента были опубликованы изменения в Закон «О языках в Республике Беларусь»: в обновлённом законе убирается пункт о праве обучаться в школе на языках национальных меньшинств. Таким образом, в школах страны разрешено преподавание только на белорусском и (или) русском.
После прихода к власти Александра Лукашенко в стране практически каждый год сокращается доля учащихся на белорусском языке. Так, в 1994/95 учебном году общее среднее образование на белорусском языке получали 40,6 % белорусских школьников, в 2005/06 учебному году — 23,3 %, в 2017/18 учебном году — 12,2 %, в 2020/21 учебном году — 10,2 %, в 2021/22 учебном году — 9,5 %, в 2023/24 учебном году — 8,6 %.
В 2018/19 учебном году в Беларуси только 9,7 % первоклассников (и 11,1 % всех школьников) учились в белорусскоязычных классах — 53,7 % первоклассников в сельской местности и лишь 1,4 % первоклассников в городской местности.
По данным Национального статистического комитета Республики Беларусь, в 2023/24 учебном году из 1090,0 тысяч учащихся в дневных учреждениях общего среднего образования Беларуси 93,5 тысяч (8,58 %) обучались на белорусском языке, тогда как 996,5 тысяч (91,42 %) — на русском.
По данным Национального статистического комитета Республики Беларусь, в 2024/25 учебном году из 1 080 159 учащихся в дневных учреждениях общего среднего образования Беларуси 88 885 (8,23 %) обучались на белорусском языке, тогда как 991 274 (91,77 %) — на русском.

#### Языки меньшинств

Доля этнических поляков в населении районов и городов областного подчинения и Минска (условно показаны кружками) по данным переписи населения 2019 года

В том или ином виде в Беларуси используются языки её соседей: Польши, Украины и Литвы. Наибольшее распространение получил польский язык, преимущественно в Гродненской и Брестской областях, а также на западе Минской, то есть на тех территориях, которые до 1939 года входили в состав Польши. Хотя польский язык и не является официальным, но используется в СМИ, также открыты школы на польском языке. После обретения независимости Беларуси роль польского языка значительно возросла, многие жители западной Беларуси в той или иной степени им владеют. Координирующим органом в развитии польского языка в Беларуси является Союз поляков Беларуси.
Украинский и литовский языки имеют локальное распространение. Украинский язык используется в ряде южных районов Брестской и Гомельской областей, граничащих с Украиной, литовский — в некоторых граничащих с Литвой районах Гродненской области.